# West Laurel
West Laurel és una concentració de població designada pel cens dels Estats Units a l'estat de Maryland. Segons el cens del 2000 tenia 4.083 habitants.

## Demografia
Segons el cens del 2000, West Laurel tenia 4.083 habitants, 1.436 habitatges, i 1.203 famílies. La densitat de població era de 388,3 habitants per km².
Dels 1.436 habitatges en un 33,9% hi vivien nens de menys de 18 anys, en un 73,1% hi vivien parelles casades, en un 7,7% dones solteres, i en un 16,2% no eren unitats familiars. En el 12,5% dels habitatges hi vivien persones soles el 5,2% de les quals corresponia a persones de 65 anys o més que vivien soles. El nombre mitjà de persones vivint en cada habitatge era de 2,84 i el nombre mitjà de persones que vivien en cada família era de 3,08.
Per edats la població es repartia de la següent manera: un 24,3% tenia menys de 18 anys, un 4,9% entre 18 i 24, un 26,4% entre 25 i 44, un 30,8% de 45 a 60 i un 13,5% 65 anys o més.
L'edat mediana era de 42 anys. Per cada 100 dones de 18 o més anys hi havia 93,5 homes.
La renda mediana per habitatge era de 83.663 $ i la renda mediana per família de 86.797 $. Els homes tenien una renda mediana de 51.757 $ mentre que les dones 39.000 $. La renda per capita de la població era de 32.067 $. Entorn de l'1,2% de les famílies i el 2,2% de la població estaven per davall del llindar de pobresa.

## Poblacions més properes
El següent diagrama mostra les poblacions més properes.